# Facebook平台
Facebook平台是一套由社交網路服務Facebook的開發人員所創建的服務和工具，主要供第三方開發人員創建自己的应用程序和服務，以訪問Facebook中的數據。目前的Facebook平台則於2010年推出。